# Pilipac
Pilipac je hrvatsko prezime, patronim iz imena Pilip (arhaični oblik od Filip).
Pilipci u Hrvatskoj su Hrvati, iz Grada Šibenika i Danilo Birnja, u zaleđu Šibenika. U prošlom stoljeću relativno najviše hrvatskih stanovnika s ovim prezimenom rođeno je u Gradu Šibeniku i u okolici Belog Manastira.

## Prezime Pilipac u Šibeniku i Danilo Birnju
Kontinuitet matica umrlih šibenskog Varoša postoji od 1699. g. U Martikuli Gospe van Grada, prezime Pilipac se prvi put spominje   1696. godine.
Godine 1732. varoški župnik Ante Šimić izvršio je popis stanovnika Varoša.  U tome popisu se navode 193. obitelji, s imenom i prezimenom stariješine obitelji i brojem članova u svakoj obitelji. Između ostalih u popisu se navode i Mate Pilipac.
Prvi spomen prezimena Pilipac u maticama umrlih je zapisan kod ukopa Jele Pilipac 1699. g., u Varošu, u obliku Pilipčević, a od 1703. g. se piše Pilipac, a ponekad i Filipac.
Po Anagrafu 1822. g. u današnjem Danilo Birnju živjele su tada i obitelji čiji su glavari bili:
- Ante Pilipac p. Nikole (1774. – 1856.)
- Krste Pilipac p. Grge (1788. – 1843.)[2]

Seoski zbor Danilo Birnja 1857. g. potvrđuje izvjesnog Paju Pilipca za harambašu, a isti se 1858. povlači s dužnosti, dok 1868. harambaša postaje Nikola Pilipac pok. Ante.